# The Five (talk show)
The Five é um talk show estadunidense exibido no canal Fox News. O programa estreou em 11 de julho de 2011.

## Apresentadores
- Greg Gutfeld; 2011–presente – escritor e apresentador do talk show da Fox News The Greg Gutfeld Show
- Dana Perino; 2011–presenete – ex-secretário de imprensa da Casa Branca durante o governo George W. Bush, também apresentador do The Daily Briefing
- Jesse Watters; 2017–presente – correspondente da Fox News e apresentador do Watters 'World
- Juan Williams; 2017–presente – analista político e ex-colaborador do NPR
- Vários (que ocupam o quinto lugar como apresentadores convidados diariamente).

## Audiência
The Five foi o sexto programa de notícias da TV a cabo mais assistido durante o segundo semestre de 2011 e o primeiro trimestre de 2012; saltou para o quarto lugar no terceiro trimestre de 2012, obtendo números especialmente altos durante a Convenção Republicana de 2012. O programa atraiu 4,4 milhões de telespectadores no dia das eleições em 2012.